# Simen Mustrøens besynderlige opplevelser
Simen Mustrøens besynderlige opplevelser är en norsk svartvit stumfilm (komedi) från 1926. Filmen regisserades av Harry Ivarson och i huvudrollen som Simen Mustrøen ses Martin Gisti.

## Handling
Filmen berättar om träsnidare Simen och hans hustru Bertille. Han blir lurad på en klenod av Per Pikajord och sprider därefter ut ett rykte om sin egen död. Därtill börjar han spöka. Han lyckas avslöja bedrägeriet med klenoden och polisen arresterar Per. Simen återvänder till livet.

## Rollista
- Martin Gisti – Simen Mustrøen
- Didi Holtermann	 – Bertille, Simens fru
- Sophus Dahl – Per Pikajord
- Haakon Hjelde – Helge Hjort, domare
- Kolbjørn Skjefstad – Lars Kaldbækken, klockare
- Arne Svendsen – Theodor, präst
- Ellen Astrup – Edith, prästens dotter
- Arthur Barking – länsmannen
- Sæbjørn Buttedahl – Ola, dräng
- Marit Haugan	– Anne, en tjänsteflicka
- Oscar Magnussen – en dräng
- Helga Rydland

## Om filmen
Simen Mustrøens besynderlige opplevelser är Harry Ivarsons tredje filmregi efter Til sæters (1924) och Fager er lien (1925). Filmen bygger på Johan Falkbergets berättelse Simen Mustrøen från 1913 som Ivarson omarbetade till filmmanus. Filmen producerades av Skandinavisk film-central med Leif Sinding som produktionsledare. Den fotades av Johannes Bentzen och Erling Knudsen och klipptes av Ivarson. Premiären ägde rum i Norge den 20 september 1926. Filmen distribuerades av Skandinavisk film-central.